# The Beginning Massive Stadium Tour
The Beginning Massive Stadium Tour — концертный тур американской хип-хоп группы Black Eyed Peas, который начался 22 июня 2011 года. Тур в поддержку шестого студийного альбома группы The Beginning, который был выпущен в ноябре 2010 года. Тур начинается с трёх концертов в Париже на Стад де Франс.

## Сет-лист[1]
- «Rock That Body»
- «Meet Me Halfway»
- «Just Can’t Get Enough»
- «The Best One Yet (The BOY)»
- apl.de.ap соло
  - «Bebot»
- «Don't Phunk with My Heart»
- «My Humps»
- «Shut Up»
- «Don’t Stop The Party»
- «Imma Be»
- «Joints & Jam»
- Fergie соло
  - «Glamorous»
  - «Big Girls Don't Cry»
- will.i.am DJ Set
- «Let's Get It Started»
- «Pump It»
- «Where Is the Love?»
- «Boom Boom Pow»
- «The Time (Dirty Bit)»
- «I Gotta Feeling»

## Артисты, выступающие на разогреве
- Natalia Kills (Дюссельдорф, Париж, 24 и 25 июня)
- Tinie Tempah (Дюссельдорф)
- Jessie J (Дюссельдорф)
- David Guetta (Париж, 22 июня)
- Stromae (Париж, 24 и 25 июня)
- LMFAO (Сток-он-Трент)
- Labrinth (Сток-он-Трент)
- Parade (Сток-он-Трент)

## Интересные факты
- В Лондоне в ночь на 1 июля в отеле Hilton Park Lane, где прибывала группа случился пожар, однако, никто не пострадал, и will.i.am не стал отменять их выступление в Гайд-парке на фестивале Wireless Festival, которое состоялось в тот же день[2].
- will.i.am во время турне рассказал журналистам, что в одно время группе надоел их хит «My Humps», и они даже не хотели исполнять его на своих концертах. Спустя некоторое время Black Eyed Peas изменили своё отношение к «My Humps», как сказал will.i.am: «Дошло до того, что мы собирались перестать играть её во время шоу. Но песня была слишком заводной»[3].

## Выступления
| Европа            |                     |          |                                           |
| 22 июня 2011      | Париж               | Франция  | Стад де Франс                             |
| 24 июня 2011      | Париж               | Франция  | Стад де Франс                             |
| 25 июня 2011      | Париж               | Франция  | Стад де Франс                             |
| 28 июня 2011      | Дюссельдорф         | Германия | Эсприт Арена                              |
| 1 июля 2011       | Лондон              | Англия   | Wireless Festival (музыкальный фестиваль) |
| 3 июля 2011       | Werchter            | Бельгия  | Rock Werchter (музыкальный фестиваль)     |
| 6 июля 2011       | Сток-он-Трент       | Англия   | Alton Towers Resort                       |
| 8 июля 2011       | Нейс                | Ирландия | Oxegen Festival (музыкальный фестиваль)   |
| 14 июля 2011      | Мадрид              | Испания  | стадион Vicente Calderón                  |
| Северная Америка  |                     |          |                                           |
| 30 июля 2011      | Columbia (Maryland) | США      | Merriweather Post Pavilion                |
| 23 сентября 2011  | Лас Вегас           | США      | MGM Grand Las Vegas                       |
| Латинская Америка |                     |          |                                           |
| 12 ноября 2011    | Паулиния            | Бразилия | Starts With You (музыкальный фестиваль)   |